# گاه‌شماری سنگسری
گاه‌شماری سنگسری سالنمایی در میان مردم سنگسر (مهدیشهر) و ایل سنگسری است که قدمتی بیش از ۳۴۰۰ سال دارد. به‌طور مثال سال ۱۴۰۴ شمسی برابر با سال ۳۴۲۴ تقویم سنگسری است. این تقویم در فهرست آثار ملی ایران ثبت شده‌است. این تقویم کهن را یدالله حاجعلیان، محقق سنگسری گردآوری کرده و به صورت سالنامه و تقویم انتشار داده‌است. مبدأ این گاهشماری ۲۰۲۰ سال پیش از تقویم هجری شمسی است. روز اول سال از ۱۶ فروردین هجری شمسی است. مانند تقویم باستانی ایران دارای ۱۲ ماه سی روزه و یک پنجه که پیتک خوانده می‌شود در پایان می‌باشد و کبیسه‌گیری آن ظاهراً مانند تقویم هجری خورشیدی است. مانند تقویم باستانی ایران روزهای آن نیز دارای نام هستند و به نام‌های باستانی آن خیلی همانندند. سالنمای سنگسری گویای زمان آمدن آریاییها به ایران است.

این گاه از امسال ۱۴۰۴ شمسی برابر است با ۳٬۴۲۴ تقویم سنگسری.
احتمال می‌رود، آغاز آن نیز مانند تقویم ایرانی، جلالی و هجری خورشیدی، نوروز اعتدالی و اول فروردین بوده باشد و در برهه زمانی بعلت اکتفا به کبیسه‌گیری‌های چهارساله و غافل ماندن از اعمال کبیسه‌گیری‌های پنجساله یا شیوه‌ای برای جبران آن که در گاهشماری‌های خورشیدی ضروری است این تطابق به هم خورده باشد، چرا که درصورت عدم اعمال کبیسه‌گیری پنجساله یا عدم جبران آن است که آغاز سال نو در این نوع تقویم‌ها عقب می‌ماند و چند روز هم اضافه می‌آورد (مانند «تقویم جولیانی میلادی» که با حذف چند روز و با اعمال کبیسه‌گیری جدید در راستای جبران کبیسه‌گیری‌های پنجساله، بجای اکتفا به تکرار کبیسه‌گیری چهارساله، با عنوان «تقویم گریگوری میلادی» اصلاح شد).

## روزها
در گذشته برای هر یک از سی روز ماه نامی گذاشته شده بود که روز اول "هرمز" و روز آخر "انیران" نامیده می‌شد؛ سنگسری‌ها هنوز روز اول ماه را "ورمز" نامیده و "انیران" روز سی‌ام ماه را فقط در "شروره مُ " حفظ کرده و آن را "نر" یا "نرون" می‌خوانند. همچنین ایرانیان قدیم هرگاه که روزماه با نام ماه همسان می‌شد جشن می‌گرفتند؛ سنگسری‌ها روز سیزدهم تیر ماه را " تیر مُ یی سیزده" خوانده و آن روز را مقدس دانسته و مراسمی خاص برای آن دارند.

## ماه‌ها
«مُ» در اسامی ماه‌های سنگسری به معنی ماه، جزئی از نام ماه می‌باشد که با آن آمده و نمی‌توان آن را همراه با دیگر ماه‌ها به کار برد. معنی و مشخصات ماه‌های سنگسری به شرح زیر است:
۱ـ مَس مُ:
به معنی ماه بزرگ و همچنین ماه نخست بهار که پیش از فرا رسیدن آن پنج روز پنجه یا پیتک گرفته می‌شود و آغاز پنج روز (پنجه دزدیده) به روایتی از یازدهم فروردین ماه هجری خورشیدی کنونی و به روایت دیگر از روز سیزدهم ماه رسمی کنونی است؛ بنابراین آغاز ماه مس سنگسری یا از شانزدهم فروردین ماه هجری خورشیدی رسمی یا از هجدهم همین ماه خواهد بود.
چون پیتک جزو شمار روزهای سال نبوده جداگانه و مقدس شمرده می‌شده و از این رو در این پنج روز رسم نبود که شبان از کارفرما مانند روزهای دیگر سال مزد بگیرد. در برابر آن به وی هدیه‌ای از پشم یا فرآورده‌ای دیگر داده می‌شد. تا مزد آن پنج روز از راه دیگری جبران شده باشد. اما اکنون که مزد بر پایه تقویم رسمی هجری شمسی است، خودبخود مزد نگرفتن در پیتک هم حل شده‌است.
۲ـ دِ مُ:
یعنی دی ماه که با حساب بالا به دو ماه اردیبهشت و خرداد هجری خورشیدی در تقویم رسمی در موسم بهار است و تطبیق دارد.
۳ـ گوجو:
معنی آن معلوم نیست ولی شبیه‌است به ماه کواذ یا کواد سیستان قدیم که بخشی از آن به آغاز تابستان می‌خورد که زمان شروع مس چله یعنی چلهٔ بزرگ تابستانی است که چهل روزه‌است.
۴ـ نوسال:
ظاهراً معنی آن سال نو است که نام این ماه باید با نوسرد سغدیان و ناوسارجی خوارزمیان از یک ریشه باشد. این ماه به دو ماه «تیر و مرداد» رسمی ما در تابستان در برج‌های سرطان (خرچنگ) و اسد (شیر) می‌خورد و کَس چله (چلهٔ کوچک) که بیست روز است، در این ماه‌است.
۵ـ سیو مُ / سیا مُ:
معنی ظاهری آن ماه سیاه‌است اما سنگسری‌ها به سیاه می‌گویند س پس سیاه باید معنی دیگری داشته باشد. این ماه که به دو ماه مرداد و شهریور در تابستان در برج‌های اسد (شیر) و غذرا ـ سنبله (خوشه) مطابقت دارد.
۶ـ کرچ مُ/ کورچ:
معنی این ماه معلوم نیست ولی به کریشت که یکی از ماه‌های سیستان قدیم است شباهت دارد. این ماه به «مهر ـ آبان» و برج‌های «میزان = ترازو» و «عقرب = کژدم» در پاییز برمی‌خورد.
۷ـ اوریا:
معنی آن معلوم نیست ولی شاید همان خرداد اوستایی باشد.
۸ـ تیر مُ:
همان تیر ماه‌است که این ماه در پاییز به دو ماه «آبان ـ آذر» و برج‌های «گژدم ـ قوس» می‌خورد. در سیزدهم ماه تیر (تیر مو سیزده) بوده‌است، یعنی آئین تیرگان قدیم.
۹ـ مردال مُ:
باید همان ماه مرداد باشد که بخشی از این ماه به آغاز زمستان و به دو ماه «آذر ـ دی» و برج‌های «قوس = جدی = بنر» می‌خورد و مس چله یعنی چلهٔ بزرگ زمستانی چهل روزه از این زمان شروع می‌شود.
۱۰ـ شرر مُ:
باید همان ماه شهریور باشد. این ماه وسط زمستان بوده و به دو ماه «دی ـ بهمن» و دو برج «بز – دلو» می‌خورد. کس چله یعنی چلهٔ کوچک بیست روزه نیز در این فصل است.
۱۱ـ میرونه مُ:
همان ماه مهر است.
۱۲ـ آون مُ:
همان ماه آبان است که نیمه دوم این ماه به فروردین بهاری برمی‌خورد که برج حمل (بر) است. سه ماه مردول و شرور و میرون در زمستان بوده و دو چلهٔ بزرگ و کوچک زمستان به همان نام مس چله، کس چله و چارچار که هشت روز میان دو چله‌است در دو ماه نخست زمستان بوده، اهمن و بهمن در هشت روز آخر ماه دوم (شرور) جا دارند و دوازدهم تا هجدهم ماه (شرور) روزهای ششا به معنی زمان زاییدن دام‌ها است.

### ترتیب ماه‌ها
ترتیب ماه‌های سنگسری در وضع کنونی به شرح زیر است:
| بهار    | آونه مُ  | پیتک    | مَس مُ     | دِ مُ |
| تابستان | گوجو    | نوسال   | سیا مُ    |     |
| پاییز   | کورچ    | اوریا   | تیر مُ    |     |
| زمستان  | مردال مُ | شروره مُ | میرونه مُ |     |

ترتیب ماه‌های سنگسری در اصل به صورت زیر بوده‌است:
| ویهار  | مَس مُ    | دِ مُ      | گوجو    |      |
| توستون | نوسال   | سیا مُ    | کورچ    |      |
| پییز   | اوریا   | تیر مُ    | مردال مُ |      |
| زمستون | شروره مُ | میرونه مُ | آونه مُ  | پیتک |